# Ястребоклюна морска костенурка
Ястребоклюната морска костенурка (Eretmochelys imbricata) е вид критично застрашена морска костенурка, единствена от род Eretmochelys.

## Анатомия и морфология
Ястребоклюната костенурка има типичния вид на морска костенурка. Подобно на останалите членове на семейството си, тя има плоско тяло и флипери – крайници, адаптирани за плуване.
Възрастните ястребоклюни костенурки достигат до 1 метър на дължина, при тегло средно около 80 kg. Най-тежкият екземпляр хващан някога е тежал 127 kg. Черупката на тази костенурка е кехлибарена с неправилна комбинация от светли и тъмни ивици и петна, с преобладаващо черни и кафяви петна.
Няколко характеристики на ястребоклюната костенурка я отличават от другите видове морски костенурки. Нейната продълговата, заострена глава завършваща с клюн (от което получава името си), и човката е по-рязко изразена и след центриране от други. Друга характеристика отличаваща я от другите видове морски костенурки е това че тя има имат два видими нокътя на флиперите си. Ръбовете на черупката и са назъбени, което също е една от характеристиките различаващи този вид от останалите видове морски костенурки.

## Хранене
Ястребоклюните костенурки се хранят с необичайна храна като сюнгери. Скелетът на някой сюнгери е изграден от твърди жилки подобни на стъклени игли и тя лесно откъсва парчета от сюнгера с помощта на острата си човка. Сюнгерите са отровна храна за повечето животни но не и за нея. Тя без проблем изяжда 550 кг. сюнгери годишно. Отровното меню на това влечуго си има предимства – малко други животни  се хранят със сюнгери и затова тя няма съперници в търсенето на храна.

## Разпространение и Местообитание
Ястребоклюните костенурки живеят около тропическите коралови рифове по света. Ареалът им обхваща водите на Куба, Барбадос, Мексико, Пуерто Рико, Китай, Австралия, Бразилия, Венецуела, Колумбия, Япония, Индия, Иран, Саудитска Арабия, Тайланд, Малайзия, Индонезия, Филипините, Египет, Судан, Сомалия, Мадагаскар, Кения, Танзания, Панама, Никарагуа, Хондурас, Самоа, Соломонови острови, Фиджи, Палау, Вануату, Папуа Нова Гвинея, Ел Салвадор, Белиз, Ямайка, Доминиканската република, Сейнт Китс и Невис, Антигуа и Барбуда, Бахамските острови, Доминика, Тринидад и Тобаго, Гваделупа, Мартиника, Коморски острови, Екваториална Гвинея, Еритрея, Мавриций, Сейшелските острови, Гренада, Холандски Антили, Вирджинските острови, Бахрейн, Камбоджа, Кувейт, Малдивските острови, Оман, Катар, Шри Ланка, Обединените арабски емирства, Йемен, Американска Самоа, Кайманови острови, Сиера Леоне, САЩ, Сингапур и Холандия.

## Подвидове
- E. imbricata bissa (Rüppell, 1835)
- E. imbricata imbricata (Linnaeus, 1766)